# Sárgafoltos köviveréb
A sárgafoltos köviveréb (Gymnoris pyrgita)  a madarak osztályának verébalakúak (Passeriformes) rendjébe és a verébfélék (Passeridae) családja tartozó faj.
Magyar neve forrással, nincs megerősítve.

## Rendszerezése
A fajt Theodor von Heuglin német ornitológus írta le 1862-ben, a Xanthodina nembe Xanthodina pyrgita néven. Sorolták a Petronia nembe Petronia pyrgita néven is.

## Alfajai
- Gymnoris pyrgita pallida Neumann, 1908
- Gymnoris pyrgita pyrgita (Heuglin, 1862)[2]

## Előfordulása
Afrika középső és keleti részén, Csád, Dél-Szudán, Eritrea, Etiópia,  Kenya, Mali, Mauritánia, Niger, Mozambik, Szenegál, Szomália, Szudán, Tanzánia és Uganda területén honos.
Természetes élőhelyei szubtrópusi és trópusi száraz erdők, szavannák és füves puszták, valamint szántóföldek. Állandó, nem vonuló faj.

## Megjelenése
Testhossza 16 centiméter.

## Természetvédelmi helyzete
Az elterjedési területe rendkívül nagy, egyedszáma pedig stabil. A Természetvédelmi Világszövetség Vörös listáján nem fenyegetett fajként szerepel.